# Richard Dadd
 (mai 2017).
Si vous disposez d'ouvrages ou d'articles de référence ou si vous connaissez des sites web de qualité traitant du thème abordé ici, merci de compléter l'article en donnant les références utiles à sa vérifiabilité et en les liant à la section « Notes et références ».
Richard Dadd est un peintre anglais né le 1er août 1817 à Chatham et mort le 7 janvier 1886 à l'Hôpital Broadmoor de Crowthorne.
Sa peinture est d'inspiration fantastique et onirique, mettant en scène des personnages merveilleux telles des fées, avec un sens du détail et de la couleur très développé.
The Fairy Feller's Master-Stroke (en français, Le coup de maître du magicien bûcheron), qu'il peint à l'asile entre 1855 et 1864, est considéré comme son chef-d'œuvre. Conservée à la Tate Gallery, cette toile de modeste dimension contient cependant tout un monde de minuscules personnages féeriques dont les visages et les détails vestimentaires sont fignolés avec la patience d'un miniaturiste.

## Biographie

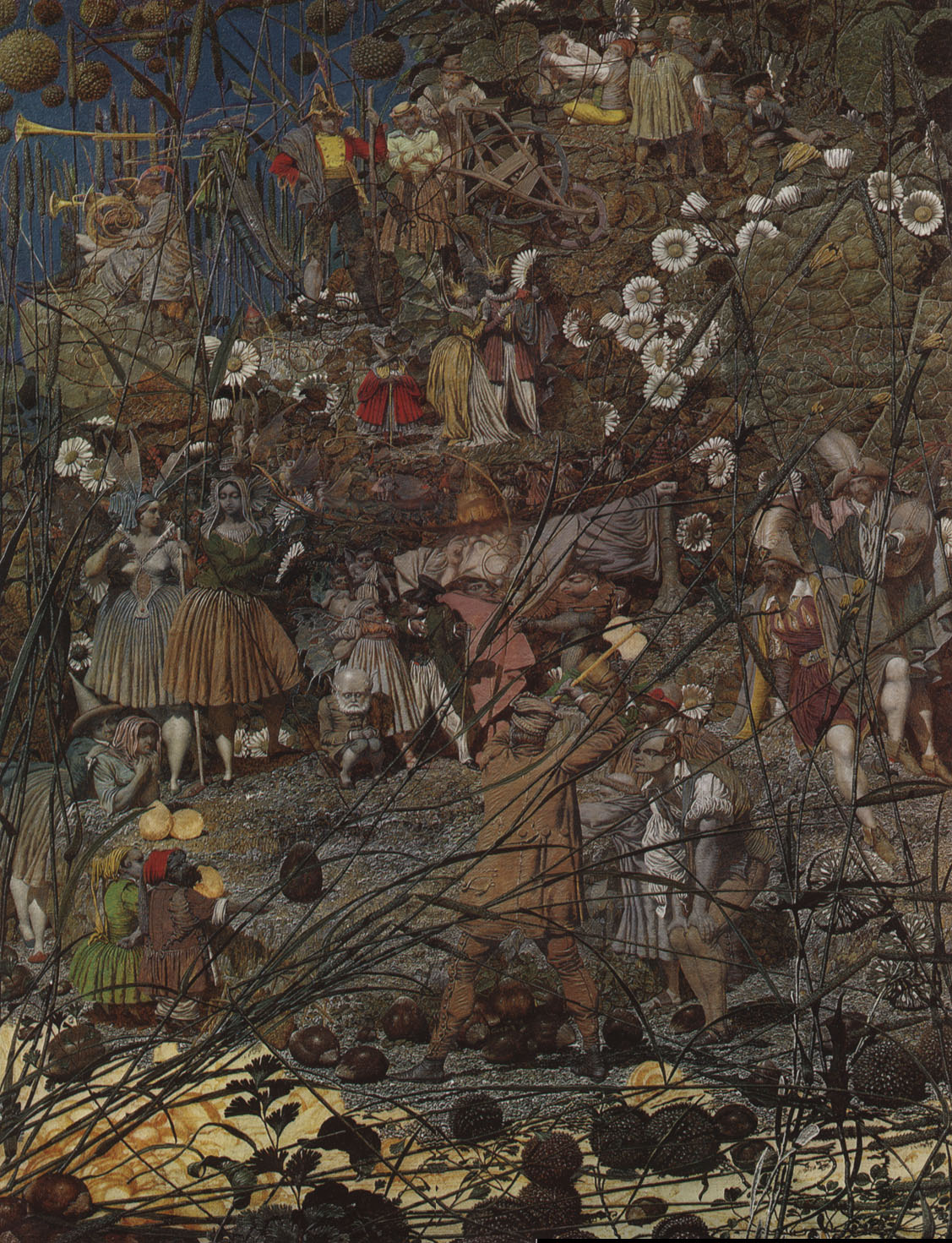
The Fairy Feller's Master-Stroke par Richard Dadd, huile sur toile,, 1855-64, Tate Gallery.

### Jeunesse
Richard Dadd est né à Chatham, dans le Kent, en 1817. En 1834, sa famille s’installe à Londres, où son père travaille comme sculpteur dans une fonderie de bronze, et trois ans plus tard Dadd est admis comme élève à la Royal Academy of Arts. Là, il rencontre d’autres artistes : John Phillip, qui devait par la suite épouser sa sœur, William Powell Frith et quelques autres - Augustus Egg, Henry Nelson O'Neil, Alfred Elmore, Edward Matthew Ward, Thomas Joy et William Bell Scott - avec lesquels il forme un groupe appelé La Clique (The Clique).
Dadd remporte trois médailles d’argent et commence à exposer ses œuvres à la British Artists' Association dès sa première année d’études. Dès 1840-41, il travaille à des illustrations de Shakespeare, auteur qui le passionne dès son plus jeune âge, et il expose notamment la toile (peinture à l’huile) Come Unto These Yellow Sands (inspiré par la chanson d’Ariel dans La Tempête) en 1842. Il reçoit alors plusieurs commandes pour des travaux d’illustration.

### Voyages
En juillet 1842, Richard Dadd accompagne son commanditaire, Sir Thomas Phillips, dans un Grand Tour de l’Europe et du Moyen-Orient. Ils parcourent la vallée du Rhin, les lacs italiens, Venise et Bologne. D’Italie, ils passent en Grèce et visitent Athènes, puis en Turquie : Smyrne et Constantinople, Bodrum, Rhodes, Chypre… puis Beyrouth, Tripoli et Damas, pour arriver, épuisés, à Jérusalem, au début de novembre 1842. Après une excursion à la Mer Morte, ils se rendent en Égypte et remontent la vallée du Nil jusqu’à Thèbes où ils parviennent juste avant Noël. C’est pendant cette période que Dadd commence à souffrir de maux de tête et de ce qu’on croit alors être des insolations.
Les deux voyageurs reviennent ensuite à Alexandrie, s’embarquent pour Malte et de là pour l’Italie. Dadd souffre alors d’hallucinations paranoïaques et se montre de plus en plus agressif à l’égard de Phillips. À Rome, il est saisi d’une pulsion incontrôlable le poussant à s’attaquer au pape. À Paris, au printemps 1843, les symptômes de Dadd continuent de s’aggraver et fin mai, il quitte Sir Thomas Phillips et retourne seul à Londres.
D’après ses propres notes, où il rapporte notamment qu’il entendait des voix, il semble que l’événement déclencheur d’une aggravation de ce trouble se soit produit pendant le voyage en Égypte, probablement dans la vallée du Nil, lorsque Dadd s’est trouvé devant des images du dieu Osiris. Dadd s’est alors persuadé qu’il était désigné par des puissances divines (Osiris en l’occurrence) pour combattre le démon, qui pouvait prendre toutes les formes qu’il voulait et s’incarner en toute personne. Un des frères de Dadd, George, présentait aussi des signes de maladie mentale. Le père de Richard, à son retour à Londres, l’emmène au St. Luke's Hospital pour le faire examiner par le Dr Alexander Sutherland, et celui-ci conclut que Richard Dadd n’est pas sain d’esprit.

### Meurtre
Malgré ce diagnostic, Robert Dadd accompagne Richard à Cobham (dans le Kent) le 28 août 1843, déplacement au cours duquel Richard était censé « vider son sac ». Ils dînent dans une auberge et se promènent dans la campagne. Vers 23 heures, Dadd attaque son père avec un rasoir et un couteau, et il le tue. Puis il quitte Cobham, se rend à Douvres et embarque dans un navire pour Calais.
À la découverte du corps de Robert Dadd, la police craint d’abord que Richard ait également été tué, mais après l’arrivée de son frère (qui le soupçonne immédiatement) sur la scène de crime, il est recherché comme suspect. La police inspecte son appartement de Newman Street et y trouve notamment des dessins des amis et connaissances de Dadd représentés avec la gorge tranchée.
Retenu à Calais par la douane, puis relâché, Richard se dirige vers Paris, trajet pendant lequel il tente de couper la gorge à un autre voyageur. Il est arrêté à Montereau, où il révèle son identité et avoue le meurtre de son père. On trouve sur lui une liste de personnes « devant mourir », son père figurant en tête de liste. Il est alors interné dans l’asile de Clermont, à Fontainebleau, où il reste jusqu’en juillet 1844. On le ramène ensuite en Angleterre ; il est jugé, plaide coupable et est condamné à perpétuité ; il est alors âgé de 27 ans.

### Internement

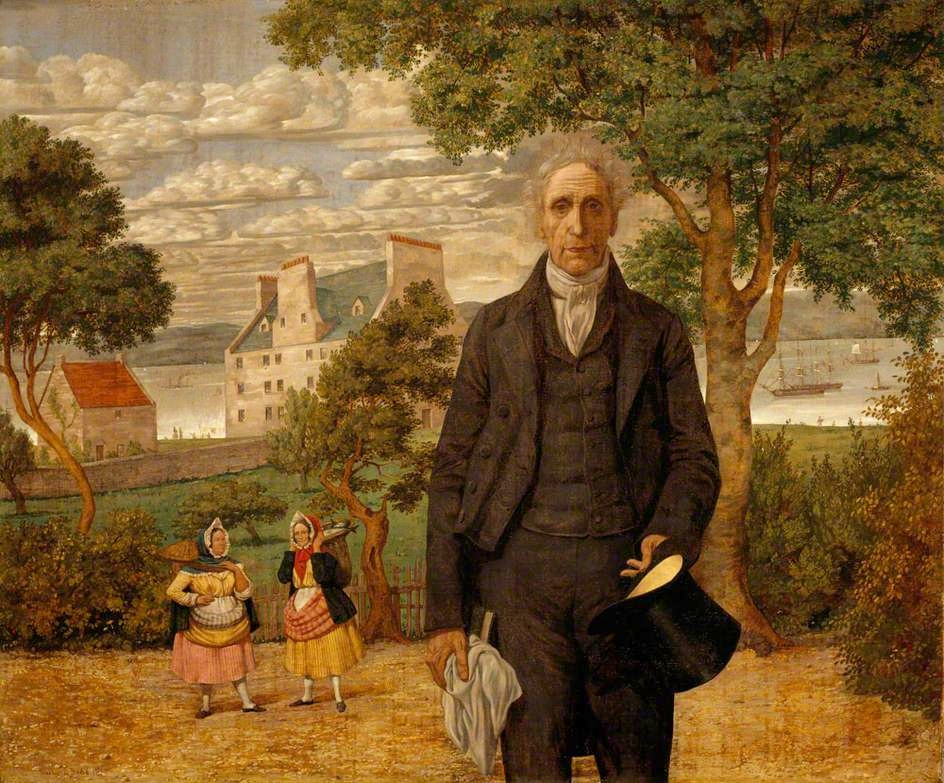
Portrait du psychiatre Alexander Morison par Richard Dadd

Dadd est d’abord détenu dans la section criminelle de l’hôpital psychiatrique de Bethlem (dit aussi Bedlam) où il reste pendant vingt ans, jusqu’en 1864. Il y est encouragé à continuer de peindre. Il réalise notamment en 1852 un remarquable portrait de l'un de ses docteurs, Sir Alexander Morison, aujourd'hui accroché à la Scottish National Portrait Gallery, puis de 1855 à 1864 son chef-d'œuvre, The Fairy Feller's Master-Stroke.
En juillet 1864, peut-être en raison du nombre excessif de patients détenus à Bedlam, Dadd est transféré dans un nouvel établissement, l'Hôpital Broadmoor qui vient de s’ouvrir à Crowthorne, hors de Londres. Il y reste jusqu’à sa mort au début de 1886, toujours occupé à peindre.